# Tsutsumi Yasujirō

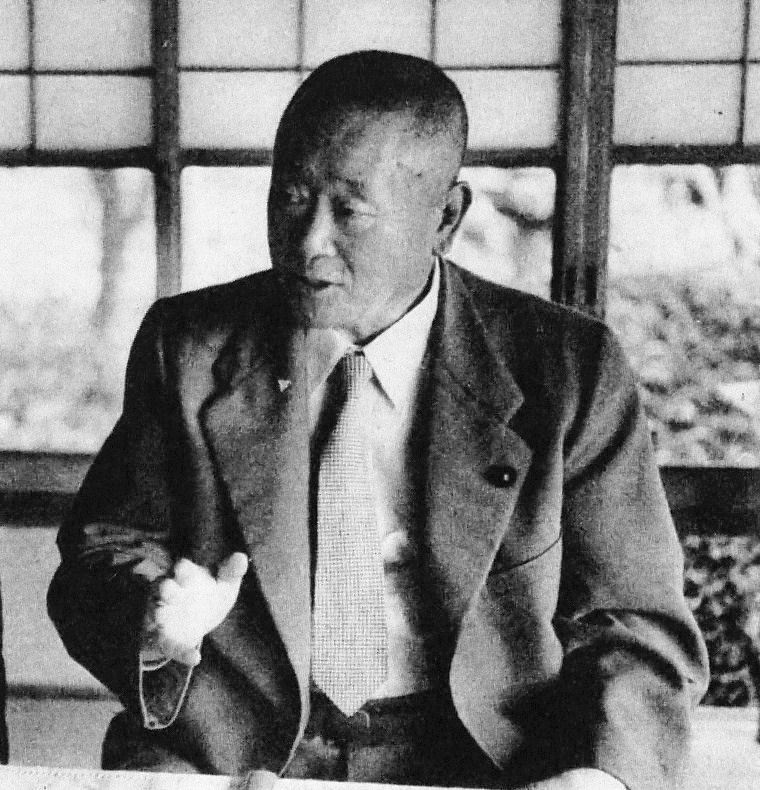
Tsutsumi Yasujirō

Tsutsumi Yasujirō (japanisch 堤 康次郎; geboren 7. März 1889 in der Präfektur Shiga; gestorben 26. April 1964) war ein japanischer Politiker und Unternehmer.

## Leben und Wirken
Tsutsumi Yasujirō machte 1913 seinen Studienabschluss an der Waseda-Universität. Er wurde, beginnend 1924, 13 Mal in das Unterhaus des Parlaments gewählt. Von Mai 1953 bis Dezember 1954 amtierte er als Sprecher des Unterhauses. Er folgte in diesem Amt auf Ōno Banboku.
Ebenfalls in der Geschäftswelt aktiv, gründete Tsutsumi eine Reihe von Unternehmen, darunter die Seibu Tetsudō Sein Unternehmens-Konglomerat umfasste schließlich neben der Eisenbahn auch Immobilien, Tourismus und Busunternehmen.
Tsutsumis nannte seine Geschäftsphilosophie „Dankbarkeit und Service“. Aber sie wird aufgrund der tatsächlichen Geschäftspraxis oft mit dem rauen Vorgehen von Gotō Keita, dem Chef des Tōkyū-Imperiums, verglichen. So wurde der Entwicklungswettbewerb in der Region Izu „Schlacht um die Hakone-Berge“ genannt, und Tsutsumi bekam aufgrund seines an Erpressung grenzenden Vorgehens den Spitznamen „Pistolen-Tsutsumi“. Nach seinem Tode führte sein Sohn Seiji Tsutsumi das Unternehmen weiter.
Die Stadt Ōtsu ernannte Tsutsumi zum Ehrenbürger.